# Curdin Morell
Curdin Morell, född den 9 juli 1963 i Schulhaus, Schweiz, är en schweizisk bobåkare.
Han tog OS-brons i herrarnas fyrmanna i samband med de olympiska bobtävlingarna 1992 i Albertville.